# Quinzième gouvernement de l'État espagnol
Royaume d'Espagne
Arias I Premier gouvernement pré-constitutionnel
Le Quinzième gouvernement de l'État espagnol (Decimoquinto gobierno del Estado español) était le gouvernement du royaume d'Espagne, du 11 mars au 13 décembre 1975.

## Composition
| Poste                                              | Titulaire                           |
| -------------------------------------------------- | ----------------------------------- |
| Président du gouvernement                          | Carlos Arias Navarro                |
| 1er vice-président Ministre du Gouvernement        | José García Hernández               |
| 2e vice-président Ministre des Finances            | Rafael Cabello de Alba              |
| 3e vice-président Ministre du Travail              | Fernando Suárez González            |
| Ministres                                          |                                     |
| Ministre des Affaires étrangères                   | Pedro Cortina Mauri                 |
| Ministre de la Justice                             | José María Sánchez-Ventura Pascual  |
| Ministre de l'Armée de terre                       | Francisco Coloma Gallegos           |
| Ministre de l'Armée de l'air                       | Mariano Cuadra Medina               |
| Ministre de la Marine                              | Gabriel Pita da Veiga               |
| Ministre de l'Industrie                            | Alfonso Álvarez Miranda             |
| Ministre du Commerce                               | José Luis Cerón Ayuso               |
| Ministre des Travaux publics                       | Antonio Valdés y González-Roldán    |
| Ministre de l'Agriculture                          | Tomás Allende y García-Baxter       |
| Ministre du Logement                               | Luis Rodríguez de Miguel            |
| Ministre de l'Éducation                            | Cruz Martínez Esteruelas            |
| Ministère de l'Information et du Tourisme          | León Herrera Esteban                |
| Ministre, secrétaire général du Mouvement national | Fernando Herrero Tejedor José Solís |
| Ministre des Relations syndicales                  | Alejandro Fernández Sordo           |
| Ministre de la Présidence                          | Antonio Carro                       |